# Palazzo Ducale (Camerino)
Il Palazzo Ducale è un monumento rinascimentale della città di Camerino, nelle Marche. Già residenza dei signori e duchi di Camerino, ora è sede dell'Università degli Studi.
Attualmente è inagibile, come quasi tutto il centro cittadino, a causa dei danni provocati dal terremoto dell'Italia centrale del 2016.

## Storia e descrizione
Presenta una parte originaria rimaneggiata alla fine del XIV secolo. Venne ampliato e completato nella seconda metà del XV secolo su commissione di Giulio Cesare da Varano in stile rinascimentale. 
L'intero palazzo si incentra sull'elegante cortile quadriportico, forse dovuto al grande architetto militare Baccio Pontelli, attorno al quale si aprono le sale, tra le quali emerge quella dedicata agli Sposi con affreschi quattrocenteschi.
I locali dei sotterranei sono adibiti ad aula universitaria (Sala della Muta) e vani per mostre e convegni. Nel palazzo era presente fino al 1997 la Biblioteca Comunale Valentiniana, fondata da Sebastiano Valentini nel 1802, importante per la raccolta di circa 60.000 volumi, 200 manoscritti e altrettanti incunaboli, e per alcune interessanti stanze. In seguito al terremoto la nuova sede della Biblioteca Comunale è nei pressi del quartiere San Paolo.
Gli ultimi Da Varano che vi risiedettero sono stati Giulio Cesare, signore della città, e la moglie Giovanna Malatesta, il duca Giovanni Maria con la duchessa Caterina Cybo, sua consorte, e la loro figlia Giulia, con la quale si estinse la dinastia.

### Il balcone sulle mura
È un balcone in muratura e ferro battuto edificato a ridosso del palazzo ducale, a picco sulle mura, appena sopra l'orto botanico. Riaperto il 10 maggio 2007, dopo una chiusura causata dagli effetti del sisma del 1997, è stato costruito tra il 1913 ed il 1916 durante i lavori di rinforzo alla facciata sud-est dell'edificio, su idea dell'ingegnere Giambattista Salvi, capo dell'ufficio tecnico comunale. Il costo totale dell'opera di costruzione del balcone si aggirò intorno a 2750 lire dell'epoca, circa settemila euro attuali. Anche a causa del sopraggiungere della Grande Guerra, non venne organizzata alcuna cerimonia di inaugurazione. A chi si affaccia dal balcone del palazzo, si presenta un'ampia visuale dei monti Sibillini e della campagna camerinese.